# 탑시 판누
탑시 판누(힌디어: तापसी पन्नू, 영어: Taapsee Pannu, 1987년 8월 1일 ~ )는 인도의 배우, 모델이다.

## 출연 작품
- 바들라 (2019)